# Valdez Sporting Club
Valdez Sporting Club was een professionele voetbalclub uit Milagro, Ecuador. De club werd opgericht op 21 januari 1991 en nam de licentie over van het opgedoekte Club Deportivo Filanbanco. In het eerste jaar eindigde de club prompt als tweede in de hoogste afdeling van het Ecuadoraanse profvoetbal, de Campeonato Ecuatoriano. Het jaar daarop nam de club deel aan de strijd om de Copa Libertadores. In de achtste finales werd Valdez uitgeschakeld door het Argentijnse CA San Lorenzo de Almagro na strafschoppen. Na zes jaar werd de club failliet verklaard en opgeheven.

## Stadion
Valdez Sporting Club speelde zijn thuiswedstrijden in het Estadio Los Chirijos. Het stadion heeft een capaciteit van 12.000 toeschouwers.

## Erelijst
- Campeonato Ecuatoriano

Runner-up (1): 1991

## Bekende (oud-)spelers
- Stony Batioja
- Hamilton Cuvi
- Hjalmar Zambrano